# オオヤユウスケ
オオヤ ユウスケ（1974年2月6日 - ）は、日本の男性ミュージシャン。別名義として大谷 友介（読み同じ）がある。

## 来歴
作詞作曲 / ボーカル / ギター / 電子楽器 / サウンドプロデュース。幼少期からクラシック音楽を学び、チェロ、ピアノ、ギター、電子楽器などを習得。
中学時代より作曲を開始。大学卒業後、'97年バンドLaB LIFeでデビュー。2000年柏原譲(フィッシュマンズ)とPolarisを結成。デビュー以来5枚のフルアルバムをリリース。数多くの野外フェス等に出演し、多くの人々を魅了し続けている。'05年ハナレグミ永積崇、クラムボン原田郁子とohana(オハナ)を結成。2006年アルバム「オハナ百景」をリリース。
2007年以降はソロ活動も含め、2010年にソロプロジェクトSPENCERをスタート。2011年アルバム「SPENCER」をリリース。ソロでは、数多くのアーティストとの共演、ヨーロッパやアジアなど海外公演も多数行う。
2018年にPolaris、3年4ヶ月ぶりとなるフルアルバム「天体」をリリース。2019年には自身初となるカヴァーアルバム「STEREO」をリリースし、同年にPolarisの新作「光」EPをリリース。
2021年7月から2022年2月にかけて、ソロ名義として初となるオリジナル作品の連続配信リリースを敢行した。

## ディスコグラフィー
- カヴァーアルバム

|      | 発売日     | タイトル  | 収録曲 |  | 備考      |
| ---- | ---------- | --------- | --- |  | --------- |
| １st | 2019.01.16 | STEREO    | - 1. ステレオ / Lab LIFe - 2. 虹 / 電気グルーヴ - 3. ブレーメン / くるり - 4. Baibaba Bimba / テニスコーツ - 5. KIMOCHI / ZAZEN BOYS - 6. 君の犬 / キセル - 7. 月の恋人 / Polaris - 8. いかれたBaby / Fishmans                                                                  |  | bud music |
| 2nd  | 2020.09.23 | STEREO #2 | - 1. Curls / Bibio - 2. Can't Help Falling In Love / Eivis Presley - 3. くちなしの丘 / 原田知世 - 4. 恋は桃色 / 細野晴臣 - 5. ひとりぼっちの人工衛星 / ゆらゆら帝国 - 6. 予感 / ohana - 7. Everything In Its Right Place / Radiohead - 8. サニーサイドメロディー / Ego-WRAPPIN' |  | bud music |

- 配信シングル

|     | 配信日     | タイトル            | 収録曲                 |                                 | 備考      |
| --- | ---------- | ------------------- | ---------------------- | ------------------------------- | --------- |
| 1st | 2021.07.02 | Delight, Moon Light | 1. Delight, Moon Light | 作詞/作曲/編曲： オオヤユウスケ | bud music |
| 2nd | 2021.09.10 | Photograph          | 1. Photograph          | 作詞/作曲/編曲： オオヤユウスケ | bud music |
| 3rd | 2021.11.26 | blau                | 1. blau                | 作詞/作曲/編曲： オオヤユウスケ | bud music |
| 4th | 2022.02.11 | Weekend             | 1. Weekend             | 作詞/作曲/編曲： オオヤユウスケ | bud music |

## 主なライブ
- 2017

- 01.21(sat) - 22(sun) 東京 / earth garden "冬" 2017 @代々木公園 ケヤキ並木

- 03.11(sat) - 12(sun) 東京 / 311未来へのつどい Peace On Earth @日比谷公園噴水広場

- 03.18(sat) 東京 / ALOHA FISHMANS presents お彼岸ナイト vol.14 2017 @STAR PINE'S CAFE

- 05.14(sun) 東京 / JACK DANIEL'S EXPERIENCE 2017 JAPAN @サナギ新宿

- 05.20(sat) - 21(sun) 山梨 / 道志の森キャンプ Natural High! 2017 森と川と村のまつり @道志の森キャンプ場

- 06.16(fri) 福井 / 第４回屋根裏音楽祭～オオヤユウスケとスペインバルな夜 @中野商店

- 07.09(sun) 石川 / 月とトネリコオープン記念ライブ "トリネコトライアド chord:1" @月とトネリコ

- 07.15(sat) - 16(sun) 山梨 / Hi! LIFE 八ヶ岳 @サンメドウズ清里

- 07.26(wed) 東京 / 『代官山 晴れたら空に豆まいて11周年記念』 ねむらないふね @晴れたら空に豆まいて

- 07.30(sun) 山梨 / THE Six SENCE ～医療福祉系シュミレーションゲーム～ @山梨県立図書館1F

- 08.29(tue) - 30(wed) 宮城 / post rock opera 『四次元の賢治 - 第1幕 -』 @石巻市中瀬特設テント

- 09.07(thu) 宮城 / 松島ロマンチック音楽会3 @西行戻しの松公園 le Roman 前庭 (松島パノラマハウス内)

- 09.10(sun) 三重 / オオヤユウスケ ソロライブ @喫茶tayu-tau

- 09.16(sat) 東京 / Nui. 5th Anniversary Event「 HIGH FIVE」 @Nui. HOSTEL & BAR LOUNGE

- 09.17(sun) 東京 / 勝井祐二 × U-zhaan × オオヤユウスケ @下北沢440(代沢)

- 12.01(fri) 京都 / AGM LIVE vol.34 @HOTEL ANTEROOM KYOTO ANTEROOM BAR

- 12.21(thu) 東京 / JOURNAL STANDARD 20th Party @代官山 SPACE ODD

- 2018

01.20(sat) 福島 / Arafudo Music '18 @土湯温泉 くつろぎの宿 向龍 
03.02(fri) 北海道 / オオヤユウスケ × 成山剛 @PROVO 
04.22(sun) 東京 / Paddle Music vol.1 "オオヤユウスケ × 波多野裕文" @CITAN -Hostel, Bar, Dining 
04.30(mon/hol) 京都 / AGM LIVE vol.38 @HOTEL ANTEROOM KYOTO ANTEROOM BAR 
05.26(sat) 神奈川 / GOOD DAY PARK ! @MARK IS みなとみらい、グランモール公園 
05.26(sat) 山梨 / 道志の森キャンプ Natural High! 森と川と村のまつり @道志の森キャンプ場 
05.27(sun) 大阪 / BAGDAD CAFE THE trench town presents MEETS THE REGGAE 2018 @服部緑地野外音楽堂 
06.30(sat) 東京 / earth garden "夏" 2018 @代々木公園 イベント広場・ケヤキ並木 
07.23(mon) 東京 / Poalris 『天体』 リリース記念ミニライブ&サイン会 @タワーレコード新宿店 7F イベントスペース 
07.25(wed) 神奈川 / HOPMAN八周年感謝祭 @beer cafe HOPMAN 
08.17(fri) 福井 / 鯖江駅前のビアガーデンとオオヤユウスケ @惣 SO テラス 
10.06(sat) 熊本 / オオヤユウスケ × 奇妙礼太郎 supported by 旅する音楽 @丸尾焼 
10.19(fri) 北海道 / オオヤユウスケ弾き語りライブ @musica hall cafe 
12.02(sun) 兵庫 / 第５回 関西蚤の市 @JRA阪神競馬場 
12.15(sat) 東京 / parklive vol.1 - park 1st anniversary special live@ - park(調布市) 
- 2019

01.20(sun) 京都 / bud music 10th anniversary @磔磔 & KYOTO MUSE
02.16(sat) 三重 / Yusuke Oya 『STEREO』 Release Live @喫茶tayu-tau
02.17(sun) 三重 / Yusuke Oya 『STEREO』 Release Live @cafe MONACA
02.19(tue) 東京 / Jaw Jamming Yard vol.6 - floating in the blue - @自由が丘hyphen(自由が丘)
03.03(sun) 東京 / Yusuke Oya 『STEREO』 Release Live @下北沢440(代沢)
03.09(sat) 愛知 / Yusuke Oya 『STEREO』 Release Live @のこぎり二
03.23(sat) 愛知 / IMAIKE GO NOW 2019 @BL CAFE
03.29(fri) 東京 / 近藤康平 presents 『ヒロカン vol.2』 @代田橋CHUBBY
04.20(sat) 台湾 / BIG ROMANTIC RECORDS presents ［夜明けの街］ Vol.2 @台北 月見ル君想フ
05.25(sat) 山梨 / Natulral High! 2019 @道志の森キャンプ場
06.01(sat) 東京 / THE GAARDEN @SHARE GREEN MINAMI AOYAMA 
06.02(sun) 東京 / 日比谷音楽祭 @日比谷公園
06.14(fri) 長野 / 旅する音楽 presents オオヤユウスケ 『STEREO』 × 小池龍平 『Butterfly』 Release Live @栞日
06.15(sat) 新潟 / 旅する音楽 presents オオヤユウスケ 『STEREO』 × 小池龍平 『Butterfly』 Release Live @LIS長岡
06.16(sun) 石川 / 旅する音楽 presents オオヤユウスケ 『STEREO』 × 小池龍平 『Butterfly』 Release Live @Taine
06.21(fri) 京都 / 京音 - KYOTO - 2019 - @Live House nano
07.20(sat) 山梨 / Hi! LIFE 八ヶ岳 2019 @サンメドウズ清里
07.23(tue) 東京 / 下北沢レコード presents 2man Live "In the Air" オオヤユウスケ × 成山剛 @下北沢440(代沢)
09.03(tue) 東京 / 晴れたら空に豆まいて 13周年記念 晴れ豆 × bud music #3 オオヤユウスケ × 波多野裕文 @晴れたら空に豆まいて
09.07(sat) 愛知 / あいちトリエンナーレ2019音楽プログラム 「円頓寺デイリーライブ」 @円頓寺駐車場
10.06(sun) 愛知 / Yusuke Oya 『STEREO』 Release Live オオヤユウスケ × 奇妙礼太郎 @TOKUZO
10.13(sun) 茨城 / 結い市 @健田須賀神社・結城市北部市街地(結城市)
［Live］オオヤユウスケ(Polaris) [主な出演者] NABOWA他
start 11:00 [Time Table] 14:00～
10.14(mon/hol) 茨城 / 結い市 @健田須賀神社・結城市北部市街地(結城市)
［Live］オオヤユウスケ(Polaris) [主な出演者] KanSano他
start 11:00 [Time Table] 13:00～
10.20(sun) 岐阜 / GREEN and GOLD 2019 @可児市 ふれあいパーク・緑の丘(可児市)
［Live］オオヤユウスケ(Polaris) [主な出演者] 奇妙礼太郎、bonobos、yonawo他
open 00:00 [Time Table] 00:00
10.29(tue) 東京 / 空中キャンプ × 月見ル君想フ presents 「月見るキャンプ vol.1」 @月見ル君想フ(南青山)
［Live］オオヤユウスケ(Polaris) [主な出演者] キセル、グォンナム、DJ荒川
open 18:30 / start 19:00
12.07(sat) 東京 / グランベリーフェス「SHARE the MUSIC」supported by earth garden @鶴間公園 にぎやか広場&さわやか広場(町田市)
［Live］オオヤユウスケ(Polaris) [主な出演者] 七尾旅人、Afro Begue
open 10:00 [Time Table] 15:10～
12.14(sat) 東京 / parklive vol.4 - park 2nd anniversary special live - @park(調布市)
［Live］オオヤユウスケ(Polaris)
open 18:00 / start 18:30
12.26(thu) 京都 / Yusuke Oya 『STEREO』 Release Live オオヤユウスケ × 奇妙礼太郎 @Len(下京区)
［Live］オオヤユウスケ(Polaris) × 奇妙礼太郎
open 18:30 / start 19:15
12.27(fri) 三重 / フクワライ眼鏡店 presents 『眼鏡屋さんで音楽を vol.1』 @フクワライ眼鏡店(四日市)
［Live］オオヤユウスケ(Polaris)
open 18:30 / start 19:30
- 2020

01.12(sun) 韓国 / 空中キャンプ presents 「すばらしくてNICE CHOICE vol.28 - オオヤユウスケ」 @空中キャンプ(弘出)
［Live］オオヤユウスケ(Polaris)、Kwon Tree [DJ] DJ DGURU
open 18:00 / 19:00
01.13(mon/hol) 韓国 / 空中キャンプ presents 「すばらしくてNICE CHOICE vol.28 - オオヤユウスケ」 @空中キャンプ(弘出)
［Live］オオヤユウスケ(Polaris)、Big Baby Driver [DJ]Ghost Cupcake
open 19:00 / start 20:00
02.02(sun) 京都 / merphonia pre-event merphonia ver.0 @cassowary(中京区)
［Live］オオヤユウスケ(Polaris) [主な出演者] 山本啓(NABOWA)、近藤康平(Drawing) × あらきゆうこ(dr.) × 名越由貴夫(gt.)
open 15:00 / start 16:00
02.23(sun) 東京 / オオヤユウスケ Live at dailies cafe @デイリーズカフェライブスペース(三鷹市)
［Live］オオヤユウスケ(Polaris)
open 18:15 / start 19:00
03.28(sat) 東京 / 【開催延期】ROUTE COMMON crafters market vol.2 @ROUTE BOOKS(上野)
［Live］オオヤユウスケ(Polaris)
 [Time Table] 13:00～
04.18(sat) 三重 / 【開催中止】オオヤユウスケ SLOLO LIVE @珈琲 jenico(伊勢市)
［Live］オオヤユウスケ(Polaris)、宮田光顕
open 19:00 / start 20:00
04.19(sun) 愛知 / 【開催中止】オオヤユウスケ SOLO LIVE @ヤンガオ(浄心)
［Live］オオヤユウスケ(Polaris) [DJ] オオヤユウスケ、コケ、MOOLA
open 17:00
07.03(fri) 配信 / bud music Live Streaming Show 04 オオヤユウスケ @京都某所
［Live］オオヤユウスケ(Polaris)
start 20:00
08.02(sun) 東京 / 森と川と焚火の音楽祭「#ライブフォレストフェス」 @多摩あきがわ ライブフォレスト(北杜市)
［Live］オオヤユウスケ(Polaris) [Talk] オオヤユウスケ(Polaris)&南兵衛 [主な出演者] NABOWA、bird
start 12:00 [Time Table] 18:00～、Session 19:40～
09.19(sat) 東京 / Yusuke Oya 『STEREO #2』 Release Live オオヤユウスケ × 奇妙礼太郎 @渋谷WWW(宇田川町)
［Live］オオヤユウスケ(Polaris) × 奇妙礼太郎
[昼公演]open 14:00 / start 15:00
[夜公演]open 18:00 / start 19:00
10.04(sun) 山梨 / minamo no oto -水面の音-  @富士河口湖本栖湖キャンプ場(河口湖)
［Live］オオヤユウスケ(Polaris) [主な出演者] 踊ってばかりの国
open 07:30 [Time Table] 09:30～10:00
10.11(sun) 千葉 / Yusuke Oya 『STEREO #2』 Release Live @食堂ペンギンパレード(柏)
［Live］オオヤユウスケ(Polaris)
open 18:00 / start 19:00
10.31(sat) 京都 / Yusuke Oya 『STEREO #2』 Release LIve オオヤユウスケ × 長谷川健一 @磔磔(下京区)
［Live］オオヤユウスケ(Polaris) × 長谷川健一 [Opening Act] 下田仁(bud&harbor)
open 17:00 / start 17:45
11.14(sat) 東京 / 森と川と焚火の音楽祭「#ライブフォレストフェス」 @多摩あきがわ ライブフォレスト(あきる野市)
［Live］勝井祐二(ROVO) × オオヤユウスケ(Polaris) [主な出演者] 渋さ知らズオーケストラ、民謡クルセイダーズ他
open 12:00 [Time Table] 14:00～
12.05(sat) 岡山 / soto-oto'20～冬～ @水車の里フルーツトピア(矢掛町)
［Live］オオヤユウスケ(Polaris) [主な出演者] 近藤康平(Live Painting)、塩塚モエカ(羊文学)、波多野裕文(People In The Box)、成山剛(sleepy.ab)他
open 14:30 / start 15:30 [Time Table] 20:10～
12.11(fri) 東京 / 「下津光史2020冬 会いたい人に会いに行くツアー」 下津光史 × オオヤユウスケ @下北沢440(代沢)
［Live］下津光史(踊ってばかりの国) × オオヤユウスケ(Polaris)
open 19:00 / start 19:30
12.25(fri) 東京 / parklive vol.5 - park 3rd anniversary special live - @park(調布市)
［Live］オオヤユウスケ(Polaris)
open 18:00 / start 18:30
- 2021

01.10(sun) 東京 / 勝井祐二 × オオヤユウスケ × 辻コースケ @下北沢440(代沢)
［Live］勝井祐二(ROVO) × オオヤユウスケ(Polaris) × 辻コースケ
open 17:30 / start 18:00
02.11(thu/hol) 神奈川 / 勝井祐二 + オオヤユウスケ + 辻コースケ @元住吉POWERS2(元住吉)
［Live］勝井祐二(ROVO) + オオヤユウスケ(Polaris) + 辻コースケ
open 16:00 / start 17:00
03.11(thu) 配信(東京) / 311未来のつどい Peace On Earth @日比谷公園
［Live］オオヤユウスケ(Polaris) × 勝井祐二(ROVO) × 辻コースケ [主な出演者] 加藤登紀子、Yae、佐藤タイジ
start 13:00～
03.12(fri) 大阪 / オオヤユウスケ × 波多野裕文 @梅田Shangri-La(梅田)
［Live］オオヤユウスケ(Polaris) × 波多野裕文(People In The Box)
open 18:30 / start 19:00
04.03(sat) 東京 / 『ここは知らないけれど、知っている場所』刊行記念 近藤康平 × オオヤユウスケ トークイベント @青山ブックセンター本店(青山)
［Talk］近藤康平(ライブペインティング)、オオヤユウスケ(Polaris)(朗読)
open 17:30 / start 18:00
04.24(sat) 東京 / 下北沢レコード presents "In the Air" オオヤユウスケ × Salyu × 勝井祐二 @下北沢440(代沢)
［Live］オオヤユウスケ(Polaris) × Sakyu × 勝井祐二(ROVO)
1st stage : open 14:30 / start 15:00
2nd stage : open 17:30 / start 18:00
05.03(mon/hol) 神奈川 / 勝井祐二 + オオヤユウスケ + 辻コースケ @元住吉POWERS2(元住吉)
［Live］勝井祐二(ROVO) + オオヤユウスケ(Polaris) + 辻コースケ
open 17:00 / start 18:00
06.10(thu) 東京 / Yusuke Oya presents 「Two Man」 オオヤユウスケ × 蔡忠浩 @下北沢440(代沢)
［Live］オオヤユウスケ(Polaris) × 蔡忠浩(bonobos)
open 18:30 / start 19:00
07.11(sun) 東京 / 440(four forty) 19th Anniversary 勝井祐二 × オオヤユウスケ × 辻コースケ @下北沢440(代沢)
［Live］勝井祐二(ROVO) × オオヤユウスケ(Polaris) × 辻コースケ
open 18:30 / start 19:00
07.16(fri) 東京 / 440(four forty) 19th Anniversary 勝井祐二 × オオヤユウスケ × 粉川心 @下北沢440(代沢)
［Live］勝井祐二(ROVO) × オオヤユウスケ(Polaris) × 粉川心
open 18:30 / start 19:00
08.02(mon) 大阪 / 梅田Shangri-La 16th Anniversary 「失われない音楽祭 DAY2」 オオヤユウスケ × Predawn @梅田Shangri-La(梅田)
［Live］オオヤユウスケ(Polaris) × Predawn
open 18:00 / start 18:45
08.17(tue) 東京 / Yusuke Oya presents 「Two Man」 オオヤユウスケ × 小山田壮平 @下北沢440(代沢)
［Live］オオヤユウスケ(Polaris) × 小山田壮平
open 18:30 / start 19:00
09.08(wed) 東京 / 下北沢レコード presents "In the Air" 【Day1】 オオヤユウスケ × Salyu × 勝井祐二 @下北沢440(代沢)
［Live］オオヤユウスケ(Polaris) × Salyu × 勝井祐二
open 18:30 / start 19:00
09.09(thu) 東京 / 下北沢レコード presents "In the Air" 【Day2】 オオヤユウスケ × Salyu × 勝井祐二 @下北沢440(代沢)
［Live］オオヤユウスケ(Polaris) × Salyu × 勝井祐二
open 18:30 / start 19:00
09.11(sat) - 12(sun) 山梨 / 【開催延期】ハイライフ八ヶ岳2021 @サンメドウズ清里(北杜市)
11(sat) [Live] オオヤユウスケ(Polaris) × Salyu × 勝井祐二(ROVO)
12(sun) [Live] 勝井祐二(ROVO) × オオヤユウスケ(Polaris) × 辻コースケ
09.11(sat) 配信(山梨) / ハイライフ AID radio ～ 音楽ライブと八ヶ岳の未来へ ～ @女神の森セントラルガーデン 奏樹カフェ&ダイニング(小淵沢)
［Live］勝井祐二(ROVO) × オオヤユウスケ(Polaris) [主な出演者]奇妙礼太郎、ermhoi他
start 15:00 [Time Table] 18:30～19:00
09.17(fri) 配信(東京) / kichimu fes 2021 DUOS 湯川潮音 × オオヤユウスケ @キチム(吉祥寺)
［Live］湯川潮音×オオヤユウスケ(Polaris) [主な出演者]高野寛 × 寺尾沙穂、原田郁子(Clammbon) × U-zhaan
start 19:00
09.18(sat) 配信(埼玉) / 風CAMP2021 @秩父ミューズパーク野外音楽ステージ(秩父市)
［Live］オオヤユウスケ(Polaris Vo./Gt.) BAND SET(中込陽大(ky.) 井上司(ds.)) [主な出演者]小山田壮平、折坂悠太、工藤祐次郎他
start 13:30 [Time Table]15:15～
09.26(sun) 神奈川 / 児玉奈央 × オオヤユウスケ @元住吉POWERS2(元住吉)
［Live］児玉奈央 × オオヤユウスケ(Polaris)
open 16:00 / start 17:00
10.14(thu) 東京 / Yusuke Oya presents 「Two Man」 オオヤユウスケ × 下津光史 @下北沢440(代沢)
［Live］オオヤユウスケ(Polaris) × 下津光史(踊ってばかりの国)
open 18:30 / start 19:00
10.16(sat) 東京 / 月見ル17周年記念感謝企画 「ありがとう満月」 オオヤユウスケ × 高井息吹 @月見ル君想フ(南青山)
［Live］オオヤユウスケ(Polaris) × 高井息吹
open 18:00 / start 19:05
10.30(sat) 岡山 / re:hoshioto 20-21 @葡萄浪漫館(井原市)
［Live］オオヤユウスケ(Polaris) × MARNIHEISH(VJ) [主な出演者] サニーデイ・サービス、羊文学、波多野裕文(People In The Box)、Salyu × 近藤康平、sleepy.ab他
start 19:00 [Time Table] 19:45～20:35
10.31(sun) 愛知 / 【開催延期】 campicnic fes @大野極楽寺公園(一宮市)
11.19(fri) 東京 / 下北沢レコード presents 2man LIve Predawn × オオヤユウスケ @下北沢440(代沢) 
［Live］Predawn × オオヤユウスケ(Polaris)
open 18:30 / start 19:00
12.08(wed) 東京 / Yusuke Oya presents 「Two Man」 オオヤユウスケ × 奇妙礼太郎 @下北沢440(代沢)
［Live］オオヤユウスケ(Polaris) × 奇妙礼太郎
open 18:30 / start 19:00
12.18(sat) 東京 / parklive vol.6 - park 4th anniversary special live - @park(調布市)
［Live］オオヤユウスケ(Polaris)
open 18:00 / start 18:30
12.23(thu) 東京 / U-zhaan × オオヤユウスケ @下北沢440(代沢) 
［Live］U-zhaan × オオヤユウスケ(Polaris)
open 18:30 / start 19:00
12.31(fri) 東京 / 勝井祐二 Guest : オオヤユウスケ @下北沢440(代沢)
［Live］勝井祐二(ROVO) [Guerst] オオヤユウスケ(Polaris)
open 14:00 / start 14:30
- 2022

01.21(fri) 東京 / Yusuke Oya presents 「Two Man」 オオヤユウスケ × 近藤康平 @下北沢440(代沢)
［Live］オオヤユウスケ(Polaris) × 近藤康平(Live Drawing)
open 18:30 / start 19:00
01.30(sun) 東京 / 緑光憩音 オオヤユウスケ × 君島大空 @銕仙会(南青山)
［Live］オオヤユウスケ(Polaris) × 君島大空
open 17:30 / start 18:00
03.20(sun) 愛知 / campicnic fes 「極東音楽会」 @大野極楽寺公園 風の広場(一宮市)
［Live］オオヤユウスケ(Polaris) [主な出演者]曽我部恵一、Keishi Tanaka他
start 10:00 [Time Table] 15:00～
04.10(sun) 東京 / ソラリズム "花まつり" @LiveForest @多摩あきがわLiveForest(あきる野市)
［Live］オオヤユウスケ(Polaris) [主な出演者] 勝井祐二 & Yae、bonobos、奇妙礼太郎、bird他
start 12:30 [Time Table] 13:00～
05.09(mon) 東京 / 2oth Anniversary 勝井祐二 5Days / Day1 勝井祐二 × オオヤユウスケ × 辻コースケ @下北沢440(代沢)
［Live］勝井祐二(ROVO) × オオヤユウスケ(Polaris) × 辻コースケ
open 18:30 / start 19:00
05.22(sun) 栃木 / 寺遊自彩 vol.2 @光明寺(栃木市)
［Live］オオヤユウスケ(Polaris) × SHIN KOKAWA(ex. jizue) [主な出演者] 無死FKAないです。
open 19:00 / start 19:30
06.07(tue) 東京 / 440(four forty) 20th Annivarsary オオヤユウスケ 5Days / Day1 オオヤユウスケ × 蔡忠浩 @下北沢440(代沢)
［Live］オオヤユウスケ(Polaris) × 蔡忠浩(bonobos)
open 18:30 / start 19:00
06.08(wed) 東京 / 440(four forty) 20th Annivarsary オオヤユウスケ 5Days / Day2 オオヤユウスケ × 高井息吹 @下北沢440(代沢)
［Live］オオヤユウスケ(Polaris) × 高井息吹
open 18:30 / start 19:00
06.09(thu) 東京 / 440(four forty) 20th Annivarsary オオヤユウスケ 5Days / Day3 オオヤユウスケ × 勝井祐二 × 大友良英 @下北沢440(代沢)
［Live］オオヤユウスケ(Polaris) × 勝井祐二(ROVO) × 大友良英
open 18:30 / start 19:00
06.10(fri) 東京 / 440(four forty) 20th Annivarsary オオヤユウスケ 5Days / Day4 オオヤユウスケ × 波多野裕文 @下北沢440(代沢)
［Live］オオヤユウスケ(Polaris) × 波多野裕文(People In The Box)
open 18:30 / start 19:00
06.11(sat) 東京 / 440(four forty) 20th Annivarsary オオヤユウスケ 5Days / Day5 オオヤユウスケ × 成山剛 @下北沢440(代沢)
［Live］オオヤユウスケ(Polaris) × 成山剛(sleepy.ab)
open 18:30 / start 19:00
06.19(sun) 千葉 / ペンギンパレード5周年企画第4弾 オオヤユウスケソロライブ @mellow & nice bar ペンギンパレード(柏)
［Live］オオヤユウスケ(Polaris)
open 18:00 / start 19:0
07.01(fri) 東京 / 440(four forty) 20th Anniversary オオヤユウスケ × 中込陽大 @下北沢440(代沢)
［Live］オオヤユウスケ(Polaris) × 中込陽大 [O.A.] anzu
open 18:30 / start 19:00
07.10(sun) 東京 / 第31回 下北沢音楽祭 「フラフラ下北沢」勝井祐二(ROVO) × オオヤユウスケ(Polaris) @下北沢440(代沢)
［Live］勝井祐二(ROVO) × オオヤユウスケ(Polaris) [主な出演者] anzu、viviy × Sota Nakamura
start 12:00 [Time Table] 13:30～14:20
08.02(tue) 大阪 / 梅田Shagri-La 17th Anniversary 「失われない音楽祭 DAY2」(梅田)
［Live］Polaris × オオヤユウスケ(Polaris)
open 18:30 / start 19:00
08.30(tue) 東京 / 440(four forty) 20th Anniversary オオヤユウスケ × 近藤康平 @下北沢440(代沢)
［Live］オオヤユウスケ(Polaris) × 近藤康平(Live Drawing)
open 18:30 / start 19:00
09.11(sun) 山梨 / ハイライフ八ヶ岳2022 @女神の森 ウェルネスガーデン / セントラルガーデン(小淵沢)
［Live］オオヤユウスケ(Polaris) × 勝井祐二(ROVO) × 辻コースケ
open 10:00 [Time Table 15:50～]
10.12(wed) 東京 / 粉川心 × オオヤユウスケ × 中村圭作 × 井上司 @ベルベットサン(荻窪)
［Live］粉川心 × オオヤユウスケ(Polaris) × 中村圭作 × 井上司
open 19:15 / start 20:00
11.14(mon) 東京 / 20th Annivarsary オオヤユウスケ 5Days the 2nd / Day1 オオヤユウスケ × 奇妙礼太郎 @下北沢440(代沢)
［Live］オオヤユウスケ(Polaris) × 奇妙礼太郎
open 18:30 / start 19:00
11.15(tue) 東京 / 20th Annivarsary オオヤユウスケ 5Days the 2nd / Day2 オオヤユウスケ × 蔡忠浩 @下北沢440(代沢)
［Live］オオヤユウスケ(Polaris) × 蔡忠浩(bonobos)
open 18:30/ start 19:00
11.16(wed) 東京 / 20th Annivarsary オオヤユウスケ 5Days the 2nd / Day3 ～オオヤとエリーの世界～ @下北沢440(代沢)
［Live］オオヤユウスケ(Polaris) × 大宮エリー
open 18:30 / start 19:00
11.17(thu) 東京 / 20th Annivarsary オオヤユウスケ 5Days the 2nd / Day4 オオヤユウスケ × おおはた雄一 @下北沢440(代沢)
［Live］オオヤユウスケ(Polaris) × おおはた雄一
open 18:30 / start 19:00
11.18(fri) 東京 / 20th Annivarsary オオヤユウスケ 5Days the 2nd / Day5 オオヤユウスケ × 近藤康平 @下北沢440(代沢)
［Live］オオヤユウスケ(Polaris) × 近藤康平(Live Drawing) ［O.A.］anzu / Qnel
open 18:30 / start 19:00
12.24(sat) 東京 / オオヤユウスケ Christmas Eve 『Silent Holy Wishes』 @POLARIS(神田)
［Live］オオヤユウスケ(Polaris)
open 16:00 / start 17:00
12.31(sat) 東京 / New Year's Eve 勝井祐二 × U-zhaan × オオヤユウスケ @下北沢440(代沢)
［Live］勝井祐二(ROVO) × U-zhaan × オオヤユウスケ(Polaris)
open 14:30 / start 15:00
- 2023

01.27(fri) 東京(+配信) / 近藤康平 10th Anniversary 10Days "continuity" day6 近藤康平 × オオヤユウスケ @下北沢(代沢)
［Live］近藤康平 × オオヤユウスケ(Polaris) × 大井一彌
open 18:30 / start 19:00
01.28(sat) 三重 / フクワライ眼鏡店 & Question Coffee Stand presents 『2F3F vol.1』 @フクワライ眼鏡店(四日市市)
［Live］オオヤユウスケ(Polaris) ［DJ］ALPS RECORD
open 18:00 / start 19:00
02.12(sun) 東京 / オオヤユウスケ with Ryosuke Tadakuma × tico moon @POLARIS(神田)
［Live］オオヤユウスケ with Ryosuke Tadakuma × tico moon
open 17:00 / 18:00
02.17(fri) 東京(+配信) / hanadagumi presents ～Y.O ワイオーフェスティバル～ オオヤユウスケ × おおはた雄一 × 大野雄介 @下北沢440(代沢)
［Live］オオヤユウスケ(Polaris) × おおはた雄一 × 大野雄介
open 18:30 / start 19:00
03.04(sat) 05(sun) 愛知 / IMAIKE GO NOW 2023 @TOKUZO(今池)
［Live］オオヤユウスケ(Polaris) ［主な出演者］奇妙礼太郎、荒谷翔大(yonawo)、jizue、bud&harbor、んoon、他
open 13:00 (Time Table 18:00～18:40)
03.11(sat) 福島 / オオヤユウスケ(from Polaris) LIVE @豊国酒造内 kuranova(古殿町)
［Live］オオヤユウスケ(Polaris)
open 16:00 / start 17:00
03.19(sun) 神奈川 / 岩崎有季"MIND TRAFFIC JAM"リリースツアー 神奈川篇 岩崎有季 × オオヤユウスケ @STOVES(横浜)
［Live］オオヤユウスケ(Polaris) × 岩崎有季
open 18:30 / start 19:00
03.21(tue/hol) 東京 / オオヤユウスケ × 勝井祐二 「春分Night」 @POLARIS(神田)
［Live］オオヤユウスケ(Polaris) × 勝井祐二(ROVO)
open 19:30 / start 20:00
04.09(sun) 東京 / FRESH SOUND vol.11 LIVE at 池上本妙院 @池上本妙院 本堂(池上)
［Live］オオヤユウスケ(Polaris)
open 16:00 / start 17:00
04.13(thu) 東京(+配信) / 下北沢レコードpresents オオヤユウスケ × 山本啓 × Julia Shortreed @下北沢440(代沢)
［Live］オオヤユウスケ(POlaris) × 山本啓(NABOWA) × Julia Shortreed(Black Boboi)
open 18:30 / start 19:00
05.20(sat) 韓国 / 空中キャンプ presents すばらしくてNICE CHOICE vol.32 @空中キャンプ(弘出)
［Live］オオヤユウスケ(Polaris) + Ryosuke Tadakuma ［主な出演者］anzu、Concord、DJ Airbear
open 18:00 / start 19:00
05.21(sun) 韓国 / 空中キャンプ presents すばらしくてNICE CHOICE vol.32 @空中キャンプ(弘出)
［Live］オオヤユウスケ(Polaris) + Ryosuke Tadakuma ［主な出演者］anzu、Moon&Bouncers、DJ Dguru
open 18:00 / start 19:00
05/26(fri) 東京 / ermhoi × オオヤユウスケ 「Atmosphere cruising」 @POLARIS(神田)
［Live］ermhoi × オオヤユウスケ(Polaris)
open 19:30 / start 20:00
06.09(fri) 東京 / Kleine Circus (#1) @POLARIS(神田)
［Live］オオヤユウスケ(Polaris) × Ryosuke Tadakuma × anzu
open 19:00 / start 19:30
07.08(sat) 東京(+配信) / 門田"JAW"晃介 × オオヤユウスケ Duo Live @自由が丘hypen(自由が丘)
［Live］門田"JAW"晃介(Sax) × オオヤユウスケ(Polaris/Vo.Guitar)
open 19:00 / start 19:30
07.08(sat) 09(sun) 東京 / 第32回 下北沢音楽祭「フラフラ下北沢」 @下北沢440(代沢)
［Live］勝井祐二(ROVO) × オオヤユウスケ(Polaris) ［主な出演者］anzu、他
start 12:00 (Time Table 13:30～14:20)
07.15(sat) 16(sun) 17(mon/hol) 福井 / SEE SEA PARK OPENING WEEK - 1st anniversary - @SEE SEA PARK(おおい町)
［LIve］オオヤユウスケ(Polaris) ［主な出演者］NABOWA、奇妙礼太郎、kott、堀込泰行、浮、他
open 10:00 (Time Table 14:30～15:20)
07.23(sun) 神奈川 / オオヤユウスケ × 勝井祐二 @BAR Whisky River(大和市)
［Live］オオヤユウスケ(Polaris) × 勝井祐二(ROVO)
open 18:00 / start 19:00
07.25(tue) 東京(+配信) / 下北沢レコードpresents オオヤユウスケ × 山本啓 × Julia Shortreed @下北沢440(代沢)
［Live］オオヤユウスケ(Polaris) × 山本啓(NABOWA) × Julia Shortreed(Black Boboi)
open 18:30 / start 19:00
07.28(fri) 29(sat) 30(sun) 新潟 / FUJI ROCK FESTIVAL '23 @Pyramid Garden/苗場スキー場(湯沢町)
［Live］オオヤユウスケ(Polaris) × 勝井祐二(ROVO) ［主な出演者］GEZAN with Million Wish Collective、羊文学、TESTSET、坂本慎太郎、他
start 08:30 (Time Table 23:40～24:40)
08.12(sat) 東京 / Kleine Circus (#2) @POLARIS(神田)
［Live］オオヤユウスケ(Polaris) × Ryosuke Tadakuma × anzu
open 19:00 / start 19:30
09.04(mon) 東京(+配信) / 下北沢レコードpresents 高井息吹 × オオヤユウスケ × 山本啓 @下北沢440(代沢)
［Live］高井息吹 × オオヤユウスケ(Polaris) × 山本啓(NABOWA)
open 18:30 / start 19:00
09.14(thu) 東京 / オオヤユウスケ × 勝井祐二 × 近藤康平 @POLARIS(神田)
［Live］オオヤユウスケ(Polaris) × 勝井祐二(ROVO) × 近藤康平
open 19:00 / start 19:30
10.09(mon/hol) 東京 / Kleine Circus (#3) @POLARIS(神田)
［Live］オオヤユウスケ(Polaris) × Ryosuke Tadakuma × anzu
open 19:00 / start 19:30
10.15(sun) 東京 / あきがわSunday Session @多摩あきがわLiveForest自然人村(あきる野市)
［Live］勝井祐二(ROVO/Violin) × オオヤユウスケ(Poalris/Vo.Guitar) × U-zhaan(Tabla) × 坂田明(Sax)
start 17:00 / finish 20:00
10.28(sat) 岡山(+配信) hoshioto Camp 23 @葡萄浪漫館(井原市)
［Live］オオヤユウスケ(Polaris) ［主な出演者］TOMOVSKY、ホフディラン、前野健太、リンダ&マーヤ、たかはしほのか(リーガルリリー)、他
open 09:00 / start 09:00 (Time Table 15:30～16:20)
10.29(sun) 長崎 / NEHA 20th anniv. in HIROPPA @HIROPPA/Park Stage(波佐見町)
［Live］オオヤユウスケ(Polaris) ［主な出演者］原田郁子、OLAibi、曽我大穂、ロボ宙、他
open 11:00 / start 12:00 (Time Table 15:30～)
11.19(sun) 東京(+配信) / POLARIS 1st Anniversary FES "NEW BIRTH" @POLARIS(神田)
［Live］オオヤユウスケ(Polaris) × 勝井裕二(ROVO) ［主な出演者］灰野敬二、中尾憲太郎、武田理沙、大井一彌、嶺川貴子、他
open 10:30 / start 11:00 (Time Table 17:20～)
11.22(wed) 神奈川 / 勝井祐二 + オオヤユウスケ + tatsu @えちごやきゅ～ぴ～(大和市)
［Live］オオヤユウスケ(Polaris/Vo.Guitar) × 勝井祐二(ROVO/Violin) × tatsu(Bass)
open 18:30 / start 19:30
12.22(fri) 東京 / parklive vol.08 - park 6th anniversary special live - @park(調布市)
［Live］オオヤユウスケ(Polaris) ［Special Guest］Ryosuke Tadakuma、anzu
open 18:30 / start 19:00
12.29(fri) 東京 / Kleine Circus 2023 (#4) @POLARIS(神田)
［Live］オオヤユウスケ(Polaris) × Ryosuke Tadakuma × anzu ［Guest Violin］勝井祐二(ROVO)、山本啓(NABOWA)
open 19:00 / start 19:30
- 2024

01.20(sat) 福島 / ARAFUDO MUSIC 2024 @YUMORI ONSEN HOSTEL(福島市)
［Live］オオヤユウスケ(Polaris) ［主な出演者］原田郁子、奇妙礼太郎、蔡忠浩、堀込泰行
open 12:30 / 13:10 (Time Table 13:30～)
02.22(thu) 東京 / Kleine Circus (#5) @下北沢440(代沢)
［Live］オオヤユウスケ(Polaris) × Ryosuke Tadakuma × anzu［Guest］細海魚
open 18:30 / start 19:00
03.02(sat) 京都 / merphonia オオヤユウスケ × anzu × 山本啓 @merph flagship store(中京区)
［Live］オオヤユウスケ(Polaris) × anzu × 山本啓(NABOWA) [Food] 　　MIKAZUKIHEIM
open 18:30 / start 19:00
03.03(sun) 滋賀 / PYRAMID オオヤユウスケ × anzu × 山本啓 @スパイスランド ポンセ(大津市)
［Live］オオヤユウスケ(Polaris) × anzu × 山本啓(NABOWA) 
open 15:30 / start 16:00
03.09(sat) 福島 / オオヤユウスケ(from Polaris) LIVE @豊国酒造内 kuranova(古殿町)
［Live］オオヤユウスケ(Polaris)
open 16:00 / start 17:00
03.17(sun) 愛知 / Imaike Go Now 2024 @BOTTOM LINE/TOKUZO/CLUB UPSET/HUCK FINN/3STAR IMAIKE(今池)
［Live］オオヤユウスケ(Polaris)
open  / start 
04.06(sat) 東京 / hanadagumi presents 『音ジャムフェス』~zundoko japan 3rd anniversary~ @渋谷7th FLOOR(円山町)
［Live］オオヤユウスケ(Polaris) × 近藤康平、Senkawos、atagan [DJ] 血胃出魔、TAKA-HANA POSSE、ZUNDOKO ROPPONGI and more…
open 12:00 / start 12:45
05.14(tue) 東京 / Kleine Circus (#6) @渋谷7th FLOOR(円山町)
［Live］オオヤユウスケ(Polaris) × anzu × Ryosuke Tadakuma [Guest] Kie Katagi(jizue)
open 18:30 / start 19:00
05.26(sun) 東京 / 勝井祐二(ROVO) × オオヤユウスケ(Polaris) × 益子樹(ROVO, DUB SQUAD) ～440(four forty) 22nd Anniversary～ @下北沢440(代沢)
［Live］勝井祐二(ROVO) × オオヤユウスケ(Polaris) × 益子樹(ROVO, DUB SQUAD)
open 18:30 / start 19:00
06.18(tue) 東京 / 陽炎竺 @POLARIS(神田)
［Live］オオヤユウスケ(Polaris) × 中尾憲太郎(ex. NUMBER GIRL)
open 19:30 / start 20:00
06.22(sat) 東京 / 日比谷音楽祭 2024 HIROBA MUSIC WEEKEND @東京ミッドタウン日比谷・日比谷ステップ広場(有楽町)
［Live］オオヤユウスケ(Polaris) [主な出演者]butaji、oono yuuki、さらさ
Time Table 18:00～18:40
07.07(sun) 東京 / 第33回下北沢音楽祭 @下北沢440(代沢)
［Live］勝井祐二(ROVO) × オオヤユウスケ(Polaris) [主な出演者] anzu、大武茜一郎
Time Table 13:15～13:50
［Live］勝井祐二(ROVO) × オオヤユウスケ(Polaris) and anzu SESSION
Time Table 13:50～14:10
07.14(sun) 神奈川 / Kleine Circus(#7) - Enoshima Sunset -  @虎丸座(藤沢市)
［Live］オオヤユウスケ(Polaris) × anzu × Ryosuke Tadakuma
open 17:00 / start 17:45
07.16(tue) 東京 / Hanadagumi presents『オお~ナイト・シンセでアソボ！』 @渋谷7th FLOOR(円山町)
［Live］お茶の間トリオ、オオヤユウスケ(Polaris) and more…
open 18:00(公開リハーサル) / start 19:00(本気でスタート)
07.27(sat) 東京 / かたちライブ @キチム(吉祥寺)
［Live］湯川潮音、オオヤユウスケ(Polaris)
open 18:00 / start 18:30
07.30(tue) 東京 / SR_BLUE presents "After Sunset" @下北沢ニュー風知空知(北沢)
［Live］細海魚 × 名越由貴夫 × オオヤユウスケ(Polaris)
open 18:30 / start 19:00
08.25(sun) 栃木 / - Vol.4 寺遊自彩 - 『Kleine Circus(#8)』 @光明寺(栃木市)
［Live］オオヤユウスケ(Polaris) × anzu × Ryosuke Tadakuma
open 16:30 / start 17:00
09.16(mon/hol) 東京 / 勝井祐二 60th Anniversary Live @下北沢440(代沢)
［Live］勝井祐二 × オオヤユウスケ(Polaris) × 大井一彌
open 18:30 / start 19:00
10.14(mon/hol) 東京 / Kleine Circus(#9) - Release Live - @ニュー風知空知(北沢)
［Live］オオヤユウスケ(Polaris) × anzu × Ryosuke Tadakuma
open 16:30 / start 17:00
10.26(sat) or 27(sun) 東京 / アースガーデン 秋 「Mountain High !」 @代々木公園イベント広場(神南)
［Live］オオヤユウスケ(Polaris) [主な出演者] 勝井祐二、anzu、民謡クルセイダーズ、他
Time Table 00:00～00:00 
11.01(fri) 東京 / 東京蚤の市 '24 AUTUMN @国営昭和記念公園 みどりの文化ゾーン ゆめひろば(立川市)
［Live］オオヤユウスケ(Polaris) [主な出演者] (11/01)堀込康行、つじあやの、他 (11/02) 高野寛、澤部渡(スカート)、他 (11/03) 曽我部恵一、カジヒデキ、他
Time Table 10:40～11:20
11.10(sun) 東京 / POLARIS 2th ANNIVERSARY FES "VISTA" @POLARIS(神田)
［Live］オオヤユウスケ(Polaris) [主な出演者] 勝井祐二、tatsu、山本達久、中村弘二、他
Time Table 00:00～00:00
12.08(sun) 東京 / 『動く夜』 @四谷区民ホール(新宿)
［Live］蔡忠浩、オオヤユウスケ(Polaris)、小山田壮平
open 16:30 / start 17:00

## その他
- Spotify ポッドキャスト

オオヤユウスケ "Polar Bear"
- 2023

02.13(mon) #1「初めまして」
02.27(mon) #2「誕生月。」
03.13(mon) #3「春到来。」
03.27(mon) #4「地元の話。」
04.10(mon) #5「新学期。」
04.24(mon) #6「黄金週間。」
05.08(mon) #7「見た目が遠めの親戚ぐらいの親近感。」
05.22(mon) #8「韓国週間。Part1」
06.05(mon) #9「韓国週間。Part2」
06.19(mon) #10「苗場にゆけば。」
07.03(mon) #11「光陰矢の如し。」
07.17(mon) #12「フジロックを予習してみた。」
07.31(mon) #13「苗場からお届け。」
08.14(mon) #14「夏休み。」
08.28(mon) #15「ベストアクト。」
09.11(mon) #16「秋の気配。」
09.25(mon) #17「気持ちいい季節。」
10.09(mon) #18「香港に行ってきた。」
10.23(mon) #19「金木犀の香り。」
11.06(mon) #20「久しぶりの再会。」
11.20(mon) #21「話しやすい場所。」
12.04(mon) #22「詩人のうたを聴く。」
12.18(mon) #23「いよいよバンド結成...?!」
- 2024

01.01(mon) #24「Happy New O Year!!!」
01.15(mon) #25「おだやかに心地よく。」
01.29(mon) #26「軽やかな時間。」
02.12(mon) #27「ビールを飲みながらみんなでリアル抱負を語る、の回。」
02.26(mon) #28「誕生月と番組祝1周年。」
03.11(mon) #29「春の予感。」
03.25(mon) #30「桜の季節。」
04.08(mon) #31「コーヒーを飲みながら。」
04.22(mon) #32「新緑みずみずしく。」
05.07(tue) #33「完璧なフリ。」
05.20(mon) #34「これからどうしようか、、？」
05.31(fri) #35「全力で紹介してみた、、！」
06.17(mon) #36「ひかりのさすほうへ。」
07.01(mon) #37「オオヤ少年の思い出曲を語る。」
07.16(tue) #38「江の島サンセット。」
07.29(mon) #39「ライフワークを大事にしないとね。」
08.12(mon) #40「レコーディングしているんです。」
08.27(tue) #41「ぼくの夏休み。」
09.09(mon) #42「はじまりの季節。」
09.23(mon) #43「昼の時間と夜の時間。」